# Pedro Aznar
Pedro Aznar (Buenos Aires, 23 juni 1959) is een Argentijnse jazz-, rock- en folkmuzikant (zang, gitaar, bas) en songwriter.

## Biografie
Hij heeft muzikale ervaring in jazz, Argentijnse folk en rockmuziek en heeft een succesvolle carrière als soloartiest. Hij staat erom bekend rocknummers een jazz-georiënteerde stijl te geven, door de fretloze bas te spelen, met een grote invloed van Jaco Pastorius. Hij is een multi-instrumentalist en auteur van verschillende poëziebundels, die in Argentinië zijn gepubliceerd. Hij speelt een belangrijke rol in de Argentijnse rock, waar hij halverwege de jaren 1970 verschillende optredens had met bands als Madre Atómica, ALAS en Pastoral. Hij werd een van de vier leden van Serú Girán in 1978, een van de muzikaal meest invloedrijke bands, die de komende vier jaar het Argentijnse rockcircuit domineerden. In 1982 accepteerde hij een uitnodiging van Pat Metheny om zich bij The Pat Metheny Group aan te sluiten als zanger, met wie hij drie Grammy Award-winnende albums opnam. Later begon hij zijn solocarrière, terwijl hij ook werkte aan het scoren van muziek voor filmsoundtracks. Zijn album Tango 4 uit 1991 met Charly García als duo werd platina en werd door de Argentine Association of Entertainment Critics uitgeroepen tot beste rockalbum van het jaar in Argentinië.

## Discografie
| Album                                                   | Band                                        | Jaar                   | Class                                                            |
| ------------------------------------------------------- | ------------------------------------------- | ---------------------- | ---------------------------------------------------------------- |
| Pinta tu aldea                                          | Alas                                        | 1977 (bewerkt in 1983) | Studio                                                           |
| Billy Bond and the Jets                                 | Billy Bond and the Jets                     | 1978                   | Studio                                                           |
| Serú Girán                                              | Serú Girán                                  | 1978                   | Studio                                                           |
| La grasa de las capitales                               | Serú Girán                                  | 1979                   | Studio                                                           |
| Bicicleta                                               | Serú Girán                                  | 1980                   | Studio                                                           |
| Peperina                                                | Serú Girán                                  | 1981                   | Studio                                                           |
| Yo no quiero volverme tan loco                          | Serú Girán                                  | 1981                   | Live (dubbelalbum, uitgebracht in 2000)                          |
| No llores por mí, Argentina                             | Serú Girán                                  | 1982                   | Live                                                             |
| Pedro Aznar                                             | Pedro Aznar                                 | 1982                   | Studio                                                           |
| First Circle                                            | Pat Metheny Group                           | 1984                   | Studio                                                           |
| The Falcon and the Snowman                              | Pat Metheny Group                           | 1985                   | Soundtrack                                                       |
| Contemplación                                           | Pedro Aznar                                 | 1985                   | Studio                                                           |
| Tango                                                   | Charly García / Pedro Aznar                 | 1986                   | Studio                                                           |
| Fotos de Tokio                                          | Pedro Aznar                                 | 1986                   | Studio                                                           |
| Hombre mirando al sudeste                               | Pedro Aznar                                 | 1987                   | Soundtrack                                                       |
| Letter from Home                                        | Pat Metheny Group                           | 1989                   | Studio                                                           |
| Últimas imágenes del naufragio                          | Pedro Aznar                                 | 1990                   | Soundtrack                                                       |
| Radio Pinti                                             | Charly García / Pedro Aznar / Enrique Pinti | 1991                   | Studio                                                           |
| Tango 4                                                 | Charly García / Pedro Aznar                 | 1991                   | Studio                                                           |
| Serú '92                                                | Serú Girán                                  | 1992                   | Studio                                                           |
| The Road to You                                         | Pat Metheny Group                           | 1993                   | Live (opgenomen op Europese toer in 1991)                        |
| En vivo                                                 | Serú Girán                                  | 1993                   | Live (dubbelalbum, opgenomen in het River Plate Stadium in 1992) |
| El camino de los sueños                                 | Pedro Aznar                                 | 1993                   | Soundtrack                                                       |
| David y Goliath                                         | Pedro Aznar                                 | 1995                   | Studio                                                           |
| No te mueras sin decirme adónde vas                     | Pedro Aznar                                 | 1995                   | Soundtrack                                                       |
| El mundo contra mí                                      | Pedro Aznar                                 | 1996                   | Soundtrack                                                       |
| Buenos Aires, 2067                                      | Pedro Aznar                                 | 1997                   | Soundtrack                                                       |
| Cómplices                                               | Pedro Aznar                                 | 1998                   | Soundtrack                                                       |
| Cuerpo y alma                                           | Pedro Aznar                                 | 1998                   | Studio                                                           |
| Caja de música                                          | Pedro Aznar                                 | 2000                   | Studio, poëzie van Jorge Luis Borges                             |
| Huellas en la luz                                       | Pedro Aznar                                 | 2001                   | Studio, film soundtracks                                         |
| Parte de volar                                          | Pedro Aznar                                 | 2002                   | Studio                                                           |
| En vivo                                                 | Pedro Aznar                                 | 2002                   | Live                                                             |
| Cuando la lluvia te bese los pies                       | Pedro Aznar                                 | 2002                   | Studio (compilatie - Mexico)                                     |
| Mudras. Canciones de a dos                              | Pedro Aznar                                 | 2003                   | Studio                                                           |
| Indocumentados                                          | Pedro Aznar                                 | 2004                   | Soundtrack                                                       |
| Un buda                                                 | Pedro Aznar                                 | 2005                   | Soundtrack                                                       |
| Aznar canta Brasil                                      | Pedro Aznar                                 | 2005                   | Live                                                             |
| A Roar Of Southern Clouds                               | Pedro Aznar                                 | 2006                   | Studio (compilatie)                                              |
| Aznar - Lebón                                           | Pedro Aznar - David Lebón                   | 2007                   | Live (dubbelalbum)                                               |
| El Amor En Los Tiempos Del Cólera                       | Pedro Aznar                                 | 2007                   | Soundtrack                                                       |
| Quebrado                                                | Pedro Aznar                                 | 2008                   | Studio (dubbelalbum)                                             |
| Quebrado vivo                                           | Pedro Aznar                                 | 2009                   | Live (dubbelalbum)                                               |
| A solas con el mundo                                    | Pedro Aznar                                 | 2010                   | Live                                                             |
| Ahora                                                   | Pedro Aznar                                 | 2012                   | Studio                                                           |
| Puentes Amarillos - Aznar celebra la música de Spinetta | Pedro Aznar                                 | 2012                   | Live (dubbelalbum)                                               |
| Mil noches y un instante                                | Pedro Aznar                                 | 2013                   | Live (dubbelalbum)                                               |
| Contraluz                                               | Pedro Aznar                                 | 2016                   | Studio                                                           |

- Bibsys: 1026033
- Bibliothèque nationale de France: cb13891007g (data)
- Gemeinsame Normdatei: 1257735047
- International Standard Name Identifier: 0000 0000 4762 8664
- Library of Congress Control Number: nr91020447
- MusicBrainz: 21dcc3a2-9fc8-41d2-8736-cdcbde270f4c
- Système universitaire de documentation: 242331777
- Virtual International Authority File: 76170997
- WorldCat: E39PBJh8TBPDy86VkCwcrp6kDq